# Cervignano d’Adda

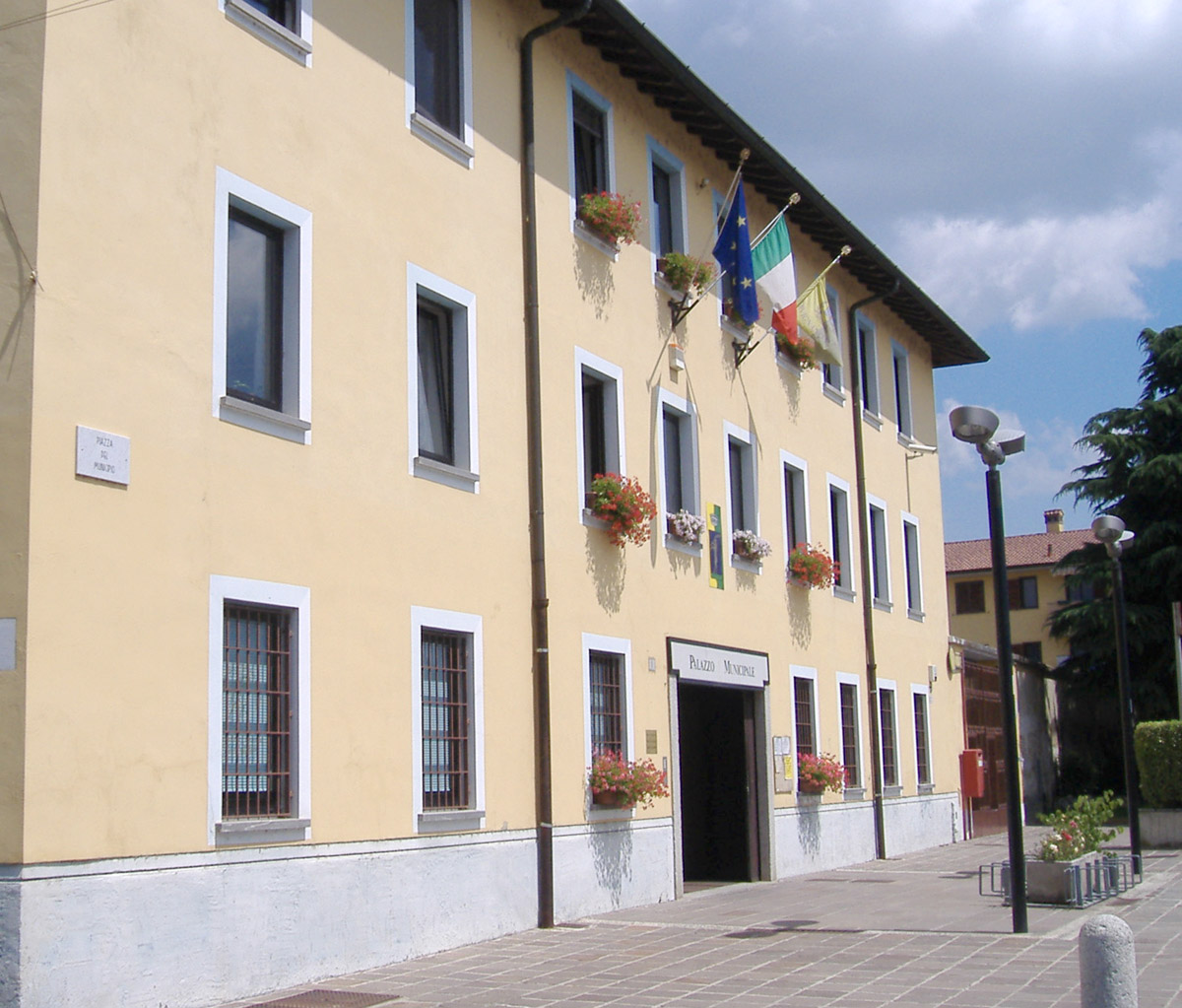
Rathaus der Gemeinde

Cervignano d’Adda ist eine norditalienische Gemeinde (comune) mit 2233 Einwohnern (Stand: 31. Dezember 2023) in der Provinz Lodi in der Region Lombardei.

## Geographie
Das Gemeindegebiet umfasst eine Fläche von rund 4 km². Der Ort liegt auf einer Höhe von 87 Metern über dem Meer. Nachbargemeinden sind Galgagnano, Mulazzano und Zelo Buon Persico.